# Pietro Piller Cottrer
Pietro Piller Cottrer, né le 20 décembre 1974 à Pieve di Cadore, est un skieur de fond italien. Il est quatre fois médaillé aux Jeux olympiques dont un titre en relais à Turin en 2006 et deux médailles individuelles. Dans son palmarès, figure également un titre de champion du monde du 15 km en 2005 et le classement de la Coupe du monde de distance en 2009.

## Biographie
Surnommé « Caterpiller », il a débuté au niveau international en 1994, obtenant son premier succès le 15 mars 1997 lors du 50 km d'Holmenkollen disputé en style libre, gagnant avec plus d'une minute d'avance sur les Norvégiens Tor Arne Hetland et Bjørn Dæhlie. Il s'agit du premier Italien à s'imposer sur cette étape classique du ski nordique.
Il est ensuite sélectionné pour ses premiers Jeux olympiques d'hiver en 1998 à Nagano terminant seizième au 50 km libre. Durant cette course, alors qu'il était positionné au deuxième rang à la mi-course, il chute dans un descente et atterrit dans les filets de protection lui faisant perdre environ trois minutes.
Aux Jeux olympiques de Salt Lake City en 2002, il obtient sa première médaille lors du relais en compagnie de Giorgio Di Centa, Fabio Maj et Cristian Zorzi. Il a connu une déception personnelle durant ses Jeux, terminant quatrième lors du 30 km libre à un dixième de la médaille de bronze. Le 17 février 2005, il devient champion du monde du 15 km libre devant son compétriote Fulvio Valbusa à Oberstdorf.
Lors des Jeux olympiques d'hiver de 2006, se déroulant à Turin en Italie, il est médaillé de bronze à la poursuite 30 km battu de neuf dixièmes par le vainqueur russe Ievgueni Dementiev. Il s'agit de l'arrivée la plus serrée dans cette épreuve de l'histoire. Ensuite, il permet de manière significative aux Italiens d'obtenir l'or olympique du relais devant leur public avec le meilleur temps de son équipe, positionnant le dernier relayeur en tête, Christian Zorzi.
Lors de la saison 2008-2009, à la suite de sa victoire lors de l'épreuve pré-olympique de Whistler, il est devenu l'Italien le plus victorieux en Coupe du monde avec six succès. Il est récompensé en fin de saison par le petit globe de cristal de la distance avec vingt points d'avance sur Dario Cologna.
En 2010, il est médaillé d'argent lors du 15 km libre des Jeux olympiques de Vancouver, dominé par Dario Cologna.
Le fondeur a annoncé sa retraite sportive en février 2013.

## Palmarès

### Jeux olympiques
| Épreuve / Édition      | Sprint                           | Sprint                           | 15 km                              | 15 km                            | Poursuite 2 × 15 km                 | 30 km                            | 50 km | Relais                           | Relais                             |
| Épreuve / Édition      | libre                            | classique                        | libre                              | classique                        | Poursuite 2 × 15 km                 | 30 km                            | 50 km | Sprint                           | 4 × 10 km                          |
| JO 1998 Nagano         | Épreuve inexistante à cette date | Épreuve inexistante à cette date | Épreuve inexistante à cette date   | —                                | —                                   | —                                | 16e   | Épreuve inexistante à cette date | —                                  |
| JO 2002 Salt Lake City | —                                | Épreuve inexistante à cette date | Épreuve inexistante à cette date   | —                                | 6e                                  | —                                | —     | Épreuve inexistante à cette date | Médaille d'argent, Jeux olympiques |
| JO 2006 Turin          | —                                | Épreuve inexistante à cette date | Épreuve inexistante à cette date   | —                                | Médaille de bronze, Jeux olympiques | Épreuve inexistante à cette date | 5e    | —                                | Médaille d'or, Jeux olympiques     |
| JO 2010 Vancouver      | Épreuve inexistante à cette date | —                                | Médaille d'argent, Jeux olympiques | Épreuve inexistante à cette date | 14e                                 | Épreuve inexistante à cette date | 26e   | —                                | 9e                                 |

Légende :
- — : n'a pas participé à l'épreuve

### Championnats du monde
| Épreuve / Édition               | Thunder Bay 1995 | Trondheim 1997            | Lahti 2001 | Val di Fiemme 2003 | Oberstdorf 2005      | Sapporo 2007              | Liberec 2009 | Oslo 2011 |
| 15 km libre                     |                  |                           |            |                    | Médaille d'or, monde | 9e                        |              |           |
| 20 km poursuite                 |                  |                           | 9e         | 9e                 |                      |                           |              |           |
| 30 km poursuite                 |                  |                           |            |                    | 20e                  | Médaille de bronze, monde | 32e          | 13e       |
| 30 km classique départ en ligne | 38e              |                           |            |                    |                      |                           |              |           |
| 30 km libre départ en ligne     |                  | 4e                        |            |                    |                      |                           |              |           |
| 50 km libre départ en ligne     |                  |                           | 8e         | 14e                |                      |                           | 11e          | 19e       |
| Relais 4 × 10 km libre          |                  | Médaille de bronze, monde |            | 10e                | 4e                   | 9e                        | 4e           | 5e        |

Légende :
- : première place, médaille d'or
- : deuxième place, médaille d'argent
- : troisième place, médaille de bronze

### Coupe du monde
- Meilleur classement général : 3e en 2008.
  - Meilleurs classements en distance : 1er en 2009, 2e en 2008.
- 32 podiums : 
  - 12 podiums en épreuve par équipes : 2 victoires, 9 deuxièmes places et 1 troisième place.
  - 20 podiums en épreuve individuelle : 5 victoires, 8 deuxièmes places et 7 troisièmes places.

Il a également gagné une étape du Tour de ski 2007-2008 à Nové Město na Moravě.
 Dernière mise à jour le 13 mars 2013 

#### Détail des victoires individuelles
| Épreuve / Édition | 3,3 km libre | 15 km       | 15 km     | Poursuite 2 × 15 km | 50 km libre | Tour de ski ou Finales ou Nordic Opening |
| Épreuve / Édition | 3,3 km libre | libre       | classique | Poursuite 2 × 15 km | 50 km libre | Tour de ski ou Finales ou Nordic Opening |
| 1996-97           |              |             |           |                     | Oslo        |                                          |
| 2003-04           |              | Beitostølen |           |                     |             |                                          |
| 2005-06           |              | Canmore     |           |                     |             |                                          |
| 2007-08           | Bormio       |             |           |                     |             |                                          |
| 2008-09           |              |             |           | Whistler            |             |                                          |